# Деллаи, Лоренцо
Лоре́нцо Делла́и (итал. Lorenzo Dellai; род. 28 ноября 1959, Тренто, провинция Тренто, Италия) — итальянский государственный деятель и политик, состоит в партии Союз за Трентино. Ранее состоял: в 1977—1994 годы в Христианско-демократической партии, в 1994—2002 годы в Итальянской народной партии, в 1998—2008 годы в основанной им партии Гражданская Маргаритка, в 2013 году в партии Гражданский выбор, в 2013—2014 годы в партии Пополяры за Италию, в 2014—2017 годы в партии Солидарная демократия.
Мэр Тренто в 1990—1998 годах. Президент регионального совета Трентино-Альто-Адидже в 1998—1999 годах. Президент автономной провинции Тренто в 1999—2012 годах. Президент автономной области Трентино-Альто-Адидже в 2006—2008 и 2011—2013 годах.
Член Палаты депутатов Италии в 2013—2018 годах от избирательного округа Трентино-Альто-Адидже. Возглавлял фракции Гражданский выбор и Солидарная демократия — Демократический центр в коалиции С Монти за Италию.  Командор ордена «За заслуги перед Итальянской Республикой» с 2002 года. Женат. Является отцом троих детей.

## Биография
Родился в Тренто 28 ноября 1959 года. Увлёкся политикой в юности. В 1990 году был избран мэром Тренто, возглавив коалицию, в которую входили христианские демократы, Итальянская социалистическая партия и зелёные. В 1995 году был переизбран на пост мэра Тренто, возглавив левоцентристскую группу и набрав 51,7% голосов.
Основал и возглавил список региональной партии Гражданская Маргаритка, объединившей народные и реформистские силы из левоцентристской группы в Трентино, с которой добился хорошего результата на областных выборах 22 ноября 1998 года. В 2001 году его партия послужила образцом для основания партии Маргаритка, действовавшей на территории всей Итальянской Республики.
С декабря 1998 по март 1999 года был председателем областного совета Трентино-Альто-Адидже. В феврале 1999 года впервые был избран президентом Автономной провинции Тренто; был переизбран на второй срок 26 октября 2003 года, набрав 60,8% голосов в списке левоцентристской коалиции. В 2003—2006 годах также занимал место вице-президента Трентино-Альто-Адидже. С мая 2006 по февраль 2009 года был президентом Трентино-Альто-Адидже, сменив на этом посту коллегу, президента Автономной провинции Больцано Луиса Дурнвальдера, согласно ротации, действующей в Автономной области Трентино-Альто-Адидже. При нём в совете автономной провинции заседали представители партии Гражданская Маргаритка, левые демократы и трентинские реформисты, партии за Трентино-Тирольскую автономию, зелёные и трентинские демократы, трентинские лоялисты и партии Ладинский союз автономистов.
На первичных выборах в Демократической партии в октябре 2007 года поддержал кандидатуру партийного секретаря Энрико Летта. Столкнувшись с оппозицией в трентинской ячейке Демократической партии, 7 июня 2008 года в Миоле основал новую партию Союз за Трентино.
Был переизбран на третий срок президентом автономной провинции Трентино на выборах 9 ноября 2008 года (первоначально назначенных на 26 октября) при поддержке партии за Трентино-Тирольскую автономию, трентинских лоялистов, партии Итальянских ценностей, Демократической партии, Союза за Трентино, зелёных, партии Ладинский союз автономистов и Союза демократических христиан и центристов (последняя была исключена из выборов). Победил, получив 56,99% голосов.
29 декабря 2012 года подал в отставку с поста президента провинции для участия в парламентских выборах 2013 года. Был избран депутатом в списке Гражданского выбора. 19 марта был избран руководителем группы «Гражданский выбор» в Палате депутатов. 10 декабря 2013 года покинул Гражданский выбор, основав Народную партию за Италию и присоединившись к новой парламентской группе «За Италию», лидером которой он вскоре стал. 4 июля 2014 года покинул Народную партию за Италию, основав новую левохристианскую партию Демократия солидарности (Солидарная демократия) в союзе с левоцентристскими демократическими силами во главе с Бруно Табакси. Был президентом парламентской группы «Демократия солидарности — демократический центр».
29 декабря 2017 года, при поддержки Маттео Ренци, основал список коалиции Народное гражданство, в который вошли представители партий Союз за Трентино, Народная альтернатива во главе с Беатриче Лоренцина, центристы за Европу с Пьер Фердинандо Казини, Народная Италия с Джузеппе де Мита и Итальянские ценности с Игнацио Мессиной. На парламентских выборах 2018 года был кандидатом от коалиции в округе Перджине-Вальгузана, и проиграл кандидату от правоцентристской коалиции Маурицио Фугатти.
27 декабря 2002 года был удостоен звания кавалера ордена «За заслуги перед Итальянской Республикой». Также имеет орден Заслуг перед Тиролем от Австрийской Республики.